# Junker (Preußen)
Als Junker (von mittelhochdeutsch Juncherre = junger Herr, Jungherr) wurden Rittergutsbesitzer in den ländlich geprägten Gebieten Ostelbiens bezeichnet, die meist (aber nicht unbedingt) zum preußischen Adel gehörten. 
Prominente Vertreter des ostelbischen Landadels sind Otto von Bismarck, Elard von Oldenburg-Januschau, Paul von Hindenburg, Marion Gräfin Dönhoff und Veruschka Gräfin von Lehndorff.

## Geschichte
Der ursprünglich positiv verwendete Begriff Junker wurde im 19. Jahrhundert zunächst zu einem Kampfbegriff der Liberalen und später der Sozialisten, um eine starke Bastion ihrer konservativen und reaktionären Gegner – den ostelbischen Landadel – zu bezeichnen. Die pejorative Bezeichnung Junker setzte sich spätestens seit dem Junkerparlament im liberalen politischen Sprachgebrauch fest. Sie wurde von Seiten der so bezeichneten ostelbischen Adligen allerdings immer wieder aktiv aufgenommen und zur Selbstbezeichnung verwendet. Als sozialwissenschaftlicher Begriff ist der Terminus Junker schwierig, da eine klare Zuordnung kaum möglich ist. Dass er bis heute immer wieder verwendet wird, liegt vor allem an langfristigen Tradierungslinien von Max Weber über Hans Rosenberg bis zu Hans-Ulrich Wehler, durch die Kampfbegriffe aus den politischen Auseinandersetzungen des Kaiserreiches nahtlos und kaum hinterfragt in sozialgeschichtliche Deutungsmuster übernommen wurden. 
Die Junker besaßen insbesondere im 19. und noch in der ersten Hälfte des 20. Jahrhunderts im  östlich der Elbe gelegenen, auch Ostelbien genannten Kerngebiet Preußens eine bedeutende politisch-ökonomische Machtstellung, die politisch bis 1918 durch das Dreiklassenwahlrecht und ökonomisch durch den erheblichen Großgrundbesitz dieser Schicht gefestigt wurde.
Der Landadel galt als sehr konservativ, militaristisch und antiliberal. Er war die reaktionäre Stütze der Monarchie der Hohenzollern und des preußischen Staats- und Militärwesens. Die Demokratie lehnte der Landadel schroff ab. Er dominierte praktisch die gesamte politische Elite der preußischen Stammlande mit Ausnahme der durch ihre urbanen Strukturen geprägten Stadt Berlin. Die Herrschaft der Junker wurde durch die im ländlichen Raum tief verwurzelten aristokratischen Traditionen und die Verbundenheit der Familien mit dem preußischen Militär gestützt, in dem die Söhne seit Generationen als Offiziere dienten. Ihre Einkünfte bezogen die Junker vornehmlich aus der Landwirtschaft, in der sie eine monopolartige Stellung innehatten, welche sie nicht nur in den ostelbischen Gebieten, sondern auch im restlichen Preußen und dann im gesamten Reich erfolgreich zu behaupten wussten.

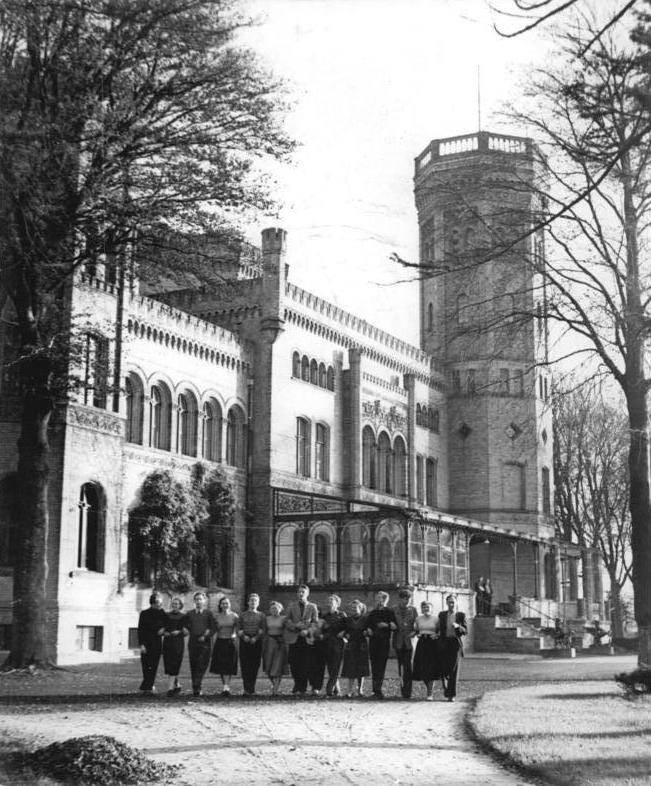
Schloss Neetzow, DDR 1954, Originaltext: „Das Schloß … war … Sitz des Krautjunkers Rittmeister von Kruse. Jetzt ist das Staatliche Ensemble der Dorfjugend in seine Räume eingezogen.“

Das Wort „Junker“ bekam in liberaleren Kreisen einen negativen Beigeschmack und wurde in der Zeit des Wilhelminismus zu einem polemischen Kampfbegriff, der die Vorstellung eines rückständigen, bornierten und unkultivierten Gutsherrn mit ungehobelten Manieren und autoritärem Gebaren hervorrief. Bereits seit den 1850er Jahren benutzte man in ähnlicher Weise den spöttischen Ausdruck „Krautjunker“. In diesem Sinne sprach etwa der selbst aus dem schlesischen Landadel stammende und von seinen politischen Gegnern als „roter Baron“ titulierte SPD-Politiker Kurt Freiherr von Reibnitz abfällig vom „kleinen ostelbischen Landadel“.
In einem von vielen Prominenten aus dem Wirtschafts-, Wissenschafts- und Kulturbetrieb mitunterzeichneten Aufruf für die Abschaffung des Zensuswahlrechts verlangte der liberale Publizist Theodor Wolff 1909 im Berliner Tageblatt, die „agrarkonservative Vorherrschaft über Preußen“ zu brechen, und sprach von „jener kleinen Oberschicht, die sich in den östlichen Provinzen Preußens dem Eindringen modernen Geistes erfolgreich entgegenstemmt“. Zur ersten Gruppe der Unterzeichner gehörten neben Theodor Wolff und Max Weber unter anderem Lujo Brentano, Franz von Liszt, Ignaz Jastrow, Karl Lamprecht, Hugo Preuß, Alfred Weber, Georg Simmel, Engelbert Humperdinck, Frank Wedekind, Ludwig Ganghofer, Gerhard Anschütz, Ferdinand Tönnies, Friedrich Meinecke, Edgar Jaffé, Gerhart Hauptmann, Hans Gregor, Walther Schücking, Max Slevogt, Lovis Corinth und Eugen Diederichs.
In der Weimarer Republik sammelten sich die Agrarier in der Deutschnationalen Volkspartei (DNVP). Die Forschung sieht in der reaktionären Gesinnung und einflussreichen Position der Junker und Großagrarier im politischen Leben Preußens ein entscheidendes Hindernis der deutschen Entwicklung und schreibt einigen Junkern, die 1932/1933 zum einflussreichen Kreis der so genannten „Kamarilla“ um den Reichspräsidenten Paul von Hindenburg gehörten, eine Mitverantwortung an der Machtergreifung der NSDAP unter Adolf Hitler zu. Allerdings entstammten auch einige führende Köpfe des späteren deutschen Widerstandes dem preußischen „Junkertum“, so Erwin von Witzleben und Henning von Tresckow.  

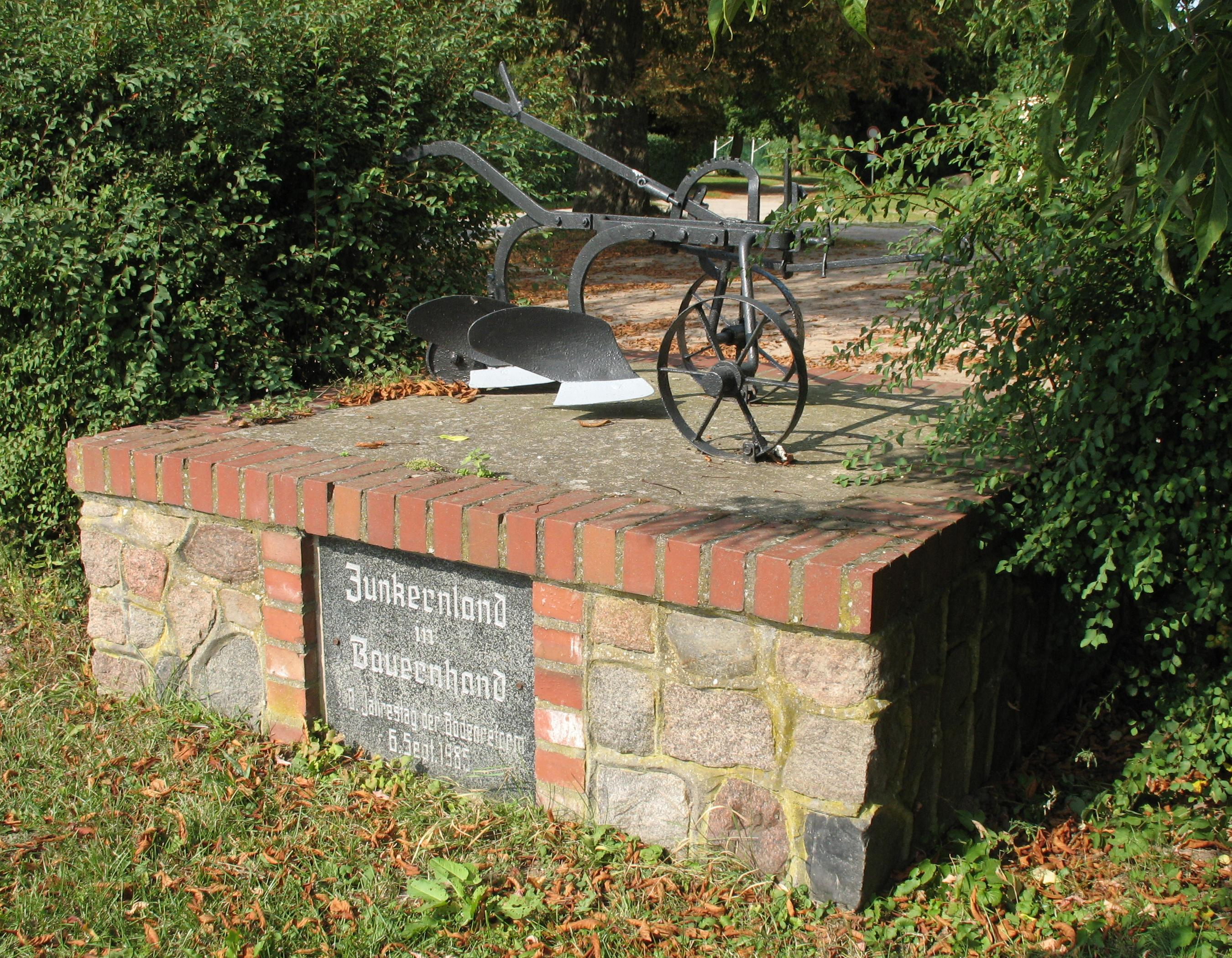
Bodenreform-Denkmal in der Uckermark: „Junkernland in Bauernhand“, von den DDR-Behörden am 6. September 1985 eingeweiht.

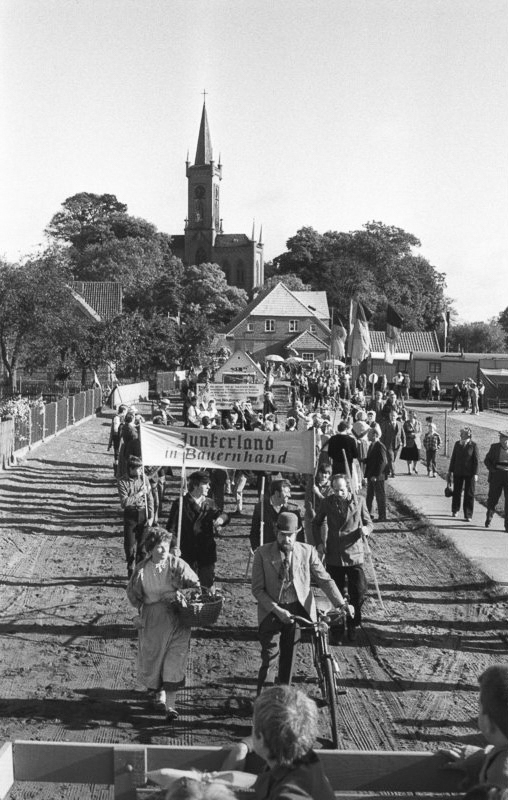
Erntefest zu Zeiten der DDR mit der Losung „Junkerland in Bauernhand“, 19. Oktober 1985

Nach dem Zweiten Weltkrieg stand die Bodenreform in der sowjetischen Besatzungszone unter der Devise Junkerland in Bauernhand. Neben den Ostgebieten des Deutschen Reiches jenseits der Oder-Neiße-Linie, die sich damals bereits unter polnischer und unter sowjetischer Verwaltung befanden, war auch die Landwirtschaft Mecklenburgs, Vorpommerns und der Mark Brandenburg vom junkerlichen Großgrundbesitz geprägt gewesen. Die Junkergüter wurden zuerst unter Kleinbauern aufgeteilt und im Zuge der späteren Kollektivierung zu landwirtschaftlichen Produktionsgemeinschaften (LPG) zusammengefasst. In diesem Zusammenhang sollten mit dem Motto „Junkerland in Bauernhand“ die in Deutschland in manchen Personenkreisen vorhandenen alten Ressentiments gegen die preußische Junkerherrschaft propagandistisch nutzbar gemacht werden, um die Akzeptanz der bodenpolitischen Ziele der sowjetischen Besatzungsmacht bei der deutschen Bevölkerung zu erhöhen. Die Zerstörung der ostdeutschen Adelswelt der Junker wird von dem Gesellschaftshistoriker Hans-Ulrich Wehler als „enorme strukturelle Begünstigung des Aufbaus der Bundesrepublik“ bezeichnet.
Nach der Wiedervereinigung kehrten einige Familien aus dem ostelbischen Landadel in ihre frühere Heimat zurück, um ihre in der Bodenreform enteigneten ehemaligen Besitzungen zurückzukaufen oder zu pachten.

## Rezeption
Die literarische Karikatur eines typischen ostelbischen Junkers findet sich in der Figur des großspurigen preußischen Regierungspräsidenten von Wulckow in Heinrich Manns Roman Der Untertan (1914). Eindrucksvolle Schilderungen der Verhältnisse und Mentalitäten im Landadel der damals zu Preußen gehörenden Mark Brandenburg finden sich auch in Theodor Fontanes Roman Der Stechlin (1898).